# グラッドストン準男爵

7代準男爵ウィリアム・グラッドストンの紋章

グラッドストン準男爵（英: Gladstone Baronetcy）は、連合王国準男爵位。実業家で下院議員を務めたジョン・グラッドストンが1846年に叙せられたのに始まる。

## 歴史
初代準男爵となるジョン・グラッドストン(1764–1851)は、リヴァプールの穀物貿易商として財を成し、西インド、英領ギアナ、英領ジャマイカなどにおいて広大なサツマイモ耕地、コーヒー耕地を所有し、黒人奴隷を酷使して莫大な利益をあげた。また1818年から1826年までホイッグ党、後トーリー党の下院議員を務めた、1846年7月18日には連合王国準男爵位の(キンカーディン州におけるファスク＝バルフォアのグラッドストン)準男爵(Gladstone Baronetcy of Fasque and Balfour in the County of Kincardine)に叙せられた。
初代準男爵の四男ウィリアム・エワート・グラッドストン(1809-1898)は、自由党の政治家として出世し、19世紀後半に4度にわたって首相を務めたことで知られるが、2代準男爵位を継いだのは初代準男爵の長男トマス・グラッドストン(1804–1889)であり、彼の死後はその息子ジョン・ロバート・グラッドストン(1852–1926)が3代準男爵を継承した。3代準男爵には子供がなかったので、彼の死後には初代準男爵の三男ジョン・ニールソン・グラッドストン(1807-1863)の子サー・ジョン・イヴリン・グラッドストン(1855–1945)が4代準男爵を継承した。
4代準男爵には男子がなく、彼の死後、初代男爵の四男ウィリアム・エワート・グラッドストン（首相）の孫であるアルバート・チャールズ・グラッドストン(1886–1967)が5代準男爵を継承した。5代準男爵の死後、その弟チャールズ・アンドリュー・グラッドストン(1888–1968)が準男爵位を請求したが、使用する前に死去した
その後、彼の息子サー・アースキン・ウィリアム・グラッドストン(1925-2018)が7代準男爵を継承した。彼はパブリックスクールの教師を経てイギリス・スカウト連盟総長として活躍し、1999年にガーター勲章を受勲した。現在の当主は7代準男爵の息子サー・チャールズ・アンガス・グラッドストン(1964-)である。

## (ファスク＝バルフォアのグラッドストン)準男爵 (1846年)
- 初代準男爵サー・ジョン・グラッドストン (Sir John Gladstone, 1764–1851)
- 2代準男爵サー・トマス・グラッドストン（英語版） (Sir Thomas Gladstone, 1804–1889) - 先代の息子
- 3代準男爵サー・ジョン・ロバート・グラッドストン（英語版） (Sir John Robert Gladstone, 1852–1926) - 先代の息子
- 4代準男爵サー・ジョン・イヴリン・グラッドストン（英語版） (Sir John Evelyn Gladstone, 1855–1945) - 先代の従兄弟
- 5代準男爵サー・アルバート・チャールズ・グラッドストン（英語版） (Sir Albert Charles Gladstone, 1886–1967) -先代の従兄弟の子
- 6代準男爵(デ・ジュリ)サー・チャールズ・アンドリュー・グラッドストン（英語版） (Sir Charles Andrew Gladstone, 1888–1968) - 先代の弟
- 7代準男爵サー・アースキン・ウィリアム・グラッドストン (Sir Erskine William Gladstone, 1925-2018) - 先代の息子
- 8代準男爵サー・チャールズ・アンガス・グラッドストン（英語版） (Sir Charles Angus Gladstone, 1964-) - 先代の息子
  - 法定推定相続人は、現当主の息子ジャック・ウィリアム・グラッドストン(Jack William Gladstone, 1989-)

## 系図
|  |  | 初代准男爵 ジョン・グラッドストン (1764-1851) |                                  |                                  |                                  |                                  |                                  |  |  |                                      |                                      |                                      |                                      |                                      |                                      |  |  |                                       |                                       |                                       |                                       |                                       |                                       |  |  |  |  |  |  |  |  |  |  |  |  |  |  |  |  |  |  |  |  |
|  |  |                                               |                                  |                                  |                                  |                                  |                                  |  |  |                                      |                                      |                                      |                                      |                                      |                                      |  |  |                                       |                                       |                                       |                                       |                                       |                                       |  |  |  |  |  |  |  |  |  |  |  |  |  |  |  |  |  |  |  |  |
|  |  |                                               |                                  |                                  |                                  |                                  |                                  |  |  |                                      |                                      |                                      |                                      |                                      |                                      |  |  |                                       |                                       |                                       |                                       |                                       |                                       |  |  |  |  |  |  |  |  |  |  |  |  |  |  |  |  |  |  |  |  |
|  |  | 第2代准男爵 トマス (1804-1889)                | 第2代准男爵 トマス (1804-1889)   | 第2代准男爵 トマス (1804-1889)   | 第2代准男爵 トマス (1804-1889)   | 第2代准男爵 トマス (1804-1889)   | 第2代准男爵 トマス (1804-1889)   |  |  | ジョン (1807-1863)                   | ジョン (1807-1863)                   | ジョン (1807-1863)                   | ジョン (1807-1863)                   | ジョン (1807-1863)                   | ジョン (1807-1863)                   |  |  | ウィリアム （英国首相） （1809-1898） | ウィリアム （英国首相） （1809-1898） | ウィリアム （英国首相） （1809-1898） | ウィリアム （英国首相） （1809-1898） | ウィリアム （英国首相） （1809-1898） | ウィリアム （英国首相） （1809-1898） |  |  |  |  |  |  |  |  |  |  |  |  |  |  |  |  |  |  |  |  |
|  |  | 第2代准男爵 トマス (1804-1889)                | 第2代准男爵 トマス (1804-1889)   | 第2代准男爵 トマス (1804-1889)   | 第2代准男爵 トマス (1804-1889)   | 第2代准男爵 トマス (1804-1889)   | 第2代准男爵 トマス (1804-1889)   |  |  | ジョン (1807-1863)                   | ジョン (1807-1863)                   | ジョン (1807-1863)                   | ジョン (1807-1863)                   | ジョン (1807-1863)                   | ジョン (1807-1863)                   |  |  | ウィリアム （英国首相） （1809-1898） | ウィリアム （英国首相） （1809-1898） | ウィリアム （英国首相） （1809-1898） | ウィリアム （英国首相） （1809-1898） | ウィリアム （英国首相） （1809-1898） | ウィリアム （英国首相） （1809-1898） |  |  |  |  |  |  |  |  |  |  |  |  |  |  |  |  |  |  |  |  |
|  |  | 第3代准男爵 ジョン （1852-1926）              | 第3代准男爵 ジョン （1852-1926） | 第3代准男爵 ジョン （1852-1926） | 第3代准男爵 ジョン （1852-1926） | 第3代准男爵 ジョン （1852-1926） | 第3代准男爵 ジョン （1852-1926） |  |  | 第4代准男爵 ジョン （1855-1945）     | 第4代准男爵 ジョン （1855-1945）     | 第4代准男爵 ジョン （1855-1945）     | 第4代准男爵 ジョン （1855-1945）     | 第4代准男爵 ジョン （1855-1945）     | 第4代准男爵 ジョン （1855-1945）     |  |  | スティーブン （1844-1920）            | スティーブン （1844-1920）            | スティーブン （1844-1920）            | スティーブン （1844-1920）            | スティーブン （1844-1920）            | スティーブン （1844-1920）            |  |  |  |  |  |  |  |  |  |  |  |  |  |  |  |  |  |  |  |  |
|  |  | 第3代准男爵 ジョン （1852-1926）              | 第3代准男爵 ジョン （1852-1926） | 第3代准男爵 ジョン （1852-1926） | 第3代准男爵 ジョン （1852-1926） | 第3代准男爵 ジョン （1852-1926） | 第3代准男爵 ジョン （1852-1926） |  |  | 第4代准男爵 ジョン （1855-1945）     | 第4代准男爵 ジョン （1855-1945）     | 第4代准男爵 ジョン （1855-1945）     | 第4代准男爵 ジョン （1855-1945）     | 第4代准男爵 ジョン （1855-1945）     | 第4代准男爵 ジョン （1855-1945）     |  |  | スティーブン （1844-1920）            | スティーブン （1844-1920）            | スティーブン （1844-1920）            | スティーブン （1844-1920）            | スティーブン （1844-1920）            | スティーブン （1844-1920）            |  |  |  |  |  |  |  |  |  |  |  |  |  |  |  |  |  |  |  |  |
|  |  |                                               |                                  |                                  |                                  |                                  |                                  |  |  |                                      |                                      |                                      |                                      |                                      |                                      |  |  |                                       |                                       |                                       |                                       |                                       |                                       |  |  |  |  |  |  |  |  |  |  |  |  |  |  |  |  |  |  |  |  |
|  |  |                                               |                                  |                                  |                                  |                                  |                                  |  |  | 第5代准男爵 アルバート （1886-1967） | 第5代准男爵 アルバート （1886-1967） | 第5代准男爵 アルバート （1886-1967） | 第5代准男爵 アルバート （1886-1967） | 第5代准男爵 アルバート （1886-1967） | 第5代准男爵 アルバート （1886-1967） |  |  | 第6代准男爵 チャールズ （1888-1968）  | 第6代准男爵 チャールズ （1888-1968）  | 第6代准男爵 チャールズ （1888-1968）  | 第6代准男爵 チャールズ （1888-1968）  | 第6代准男爵 チャールズ （1888-1968）  | 第6代准男爵 チャールズ （1888-1968）  |  |  |  |  |  |  |  |  |  |  |  |  |  |  |  |  |  |  |  |  |
|  |  |                                               |                                  |                                  |                                  |                                  |                                  |  |  | 第5代准男爵 アルバート （1886-1967） | 第5代准男爵 アルバート （1886-1967） | 第5代准男爵 アルバート （1886-1967） | 第5代准男爵 アルバート （1886-1967） | 第5代准男爵 アルバート （1886-1967） | 第5代准男爵 アルバート （1886-1967） |  |  | 第6代准男爵 チャールズ （1888-1968）  | 第6代准男爵 チャールズ （1888-1968）  | 第6代准男爵 チャールズ （1888-1968）  | 第6代准男爵 チャールズ （1888-1968）  | 第6代准男爵 チャールズ （1888-1968）  | 第6代准男爵 チャールズ （1888-1968）  |  |  |  |  |  |  |  |  |  |  |  |  |  |  |  |  |  |  |  |  |
|  |  |                                               |                                  |                                  |                                  |                                  |                                  |  |  |                                      |                                      |                                      |                                      |                                      |                                      |  |  | 第7代准男爵 ウィリアム （1925-2018）  |                                       |                                       |                                       |                                       |                                       |  |  |  |  |  |  |  |  |  |  |  |  |  |  |  |  |  |  |  |  |
|  |  |                                               |                                  |                                  |                                  |                                  |                                  |  |  |                                      |                                      |                                      |                                      |                                      |                                      |  |  |                                       |                                       |                                       |                                       |                                       |                                       |  |  |  |  |  |  |  |  |  |  |  |  |  |  |  |  |  |  |  |  |
|  |  |                                               |                                  |                                  |                                  |                                  |                                  |  |  |                                      |                                      |                                      |                                      |                                      |                                      |  |  | 第8代准男爵 チャールズ （1964-）      |                                       |                                       |                                       |                                       |                                       |  |  |  |  |  |  |  |  |  |  |  |  |  |  |  |  |  |  |  |  |